# Doctor of Public Administration
Der Doctor of Public Administration  (DPA) stellt einen höchsten akademischen Grad in der angelsächsischen universitären Lehre der Verwaltungswissenschaft dar. Der DPA hat keine direkte Entsprechung im deutschen Hochschulsystem und ist in Deutschland am ehesten mit einer Promotion in Verwaltungswissenschaften  zum Dr. rer.publ. vergleichbar.
Der DPA wurde ursprünglich an angelsächsischen  Universitäten entwickelt, um einen Wissenstransfer zwischen den Bedürfnissen der verwaltungswissenschaftlichen Praxis und der universitären Forschung zu erzielen. Er ist stark in der Welt der öffentlichen Verwaltung verankert und dadurch für Personen aus der verwaltungswirtschaftlichen Praxis besonders geeignet. Der DPA entspricht grundsätzlich einem ‚Doctor of Philosophy (Ph.D.)‘, der Fokus liegt jedoch auf der Anwendung von theoretischem Wissen in der Praxis. Das US-Bildungsministerium sowie der "British Economic and Social Research Council" erkennen den DPA als gleichwertig zum Ph.D. an.
Die Zulassungsvoraussetzungen sind durch die Promotionsordnungen der Universitäten geregelt, während, in der Regel, ein mit mindestens „gut“ abgeschlossener Mastergrad, wie ein Master of Public Administration (MPA) oder ein Master of Public Policy (MPP) obligatorisch ist, verlangen die meisten Promotionsordnungen zusätzlich auch mehrjährige Verwaltungserfahrung und/oder wissenschaftliche Tätigkeit und Publikationen. DPA-Programme dauern meist drei bis sechs Jahre. Im Mittelpunkt der Dissertation steht in der Regel die wissenschaftlich fundierte Beschäftigung mit einer verwaltungswirtschaftlichen Herausforderung einer Behörde oder eines anwendungsbezogenen Themas in einem verwaltungswirtschaftlichen Fachgebiet.
Typische Spezialisierungen sind wissenschaftliche Betriebsführung, betriebliche Verhaltensweisen, öffentliches Finanzwesen, nationale Sicherheit, Verteidigungspolitik, Bildungspolitik, Umweltpolitik, International Wirtschaftspolitik und Einwanderungspolitik, Politikgestaltung,  Evaluationen, Kriminalpolitik, Gesundheit und Wohlfahrt, Föderalismus, Strategische Planung, Verwaltungsrecht, Steuerrecht etc.

## Universitäten, die ein DPA-Studium anbieten
| Universität                                                         | Standort               | NASPAA-Akkreditierung | Webauftritt  |
| ------------------------------------------------------------------- | ---------------------- | --------------------- | ------------ |
| Universität von Südafrika                                           | Südafrika              | nein                  | (PDF; 68 kB) |
| Universität Lausanne (Hochschulinstitut für öffentliche Verwaltung) | Schweiz                |                       |              |
| University of La Verne                                              | USA, Kalifornien       | ja                    |              |
| University of Canberra                                              | Australien             |                       |              |
| University of Illinois at Springfield                               | USA, Illinois          | ja                    |              |
| University of Southern California                                   | USA, Kalifornien       | ja                    |              |
| University of Baltimore                                             | USA, Maryland          | ja                    |              |
| University of Plymouth                                              | Vereinigtes Königreich |                       |              |
| Western Michigan University                                         | USA, Michigan          | ja                    |              |
| Universität der Philippinen in Diliman                              | Philippinen            |                       |              |
| Ateneo de Davao University                                          | Philippinen            |                       |              |
| Polytechnic University of the Philippines                           | Philippinen            |                       |              |
| University of Antique                                               | Philippinen            | nein                  |              |
| Valdosta State University                                           | USA, Georgia           | ja                    |              |